# 那孤儿
那孤儿（Nakur，Nagur），或譯那姑兒、那古、那姑、那𦙶，是十五世纪蘇門答臘岛西北部的一个小国，“男女大小，皆以墨汁刺面，为花兽状”，因此费信《星槎胜览》称此国为花面国、《明史》中那孤儿国王又称“花面王”。有觀點認為馬可波羅所記載的達哥羅國（Dagroian）、那旺國即是那孤兒國。
明永乐年间花面王曾入侵蘇門答臘国，其国王苏丹罕难阿必镇中毒箭死。三宝太监郑和下西洋时曾到那孤儿国，那孤儿国曾到中国朝贡。
《明史》记载：“那孤儿，以苏门答剌之西，壤相接。地狭，止千余家。男子皆以墨剌面为花兽之状，故又名花面国。猱头裸体，男女止单布围腰。然俗淳，田足稻禾，强不侵弱，富不骄贫，悉自耕而食，无寇盗。永乐中，郑和使其国。其酋长常入贡方物。”

## 延伸阅读
[在维基数据编辑]
 《欽定古今圖書集成·方輿彙編·邊裔典·那孤兒部》，出自陈梦雷《古今圖書集成》
 《明史卷三百二十五》，出自《明史》